# Kavai Jukako
Kavai Jukako (japánul: 川井友香子) (1997. augusztus 27. –) japán szabadfogású női birkózó. A 2018-as birkózó-világbajnokságon ezüstérmet nyert a 62 kg-os súlycsoportban, 2019-ben bronzérmes lett szintén 62 kg-ban. A 2016-os nyári olimpiai játékokon Japánt képviselte.

## Sportpályafutása
A 2018-as birkózó-világbajnokságon a 62 kg-os súlycsoport döntőjében a bolgár Tajbe Juszein volt az ellenfele. A mérkőzést a bolgár nyerte 6–2-re.
A 2019-es birkózó-világbajnokságon a bronzmérkőzésen legyőzte 12-1-re az észak-koreai Dzsong Szim Rint.